# Anycast

En IPv6 Anycast-adresse er en erstatning for IPv4's Brodcast-adresse. En IPv6 Anycast-adresse er en global unicast-adresse.
I IPv4 skaber broadcast det problem, at de forstyrrer alle computere i netværket, i værste tilfælde kan der opstå såkaldte "Broadcasts Storms", der kan lægge hele netværket ned.
Anycast overkommer dette problem ved at at oprette Anycast-grupper. Derved kan man mindske størrelsen af sine broadcasts, samt specificere hvilke enheder der skal modtage informationer. 
En Anycast-adresse sættes på et eller flere interfaces. En sender skaber en pakke med en anycast-adresse som destinationsadresse, og sender pakken til sin nærmeste router i Anycast-gruppen. Routeren sender nu anycast-pakken. For direkte forbundne naboer er det den nabo som routeren først lærte at kende. Ellers sendes pakken til det nærmeste interface specificeret ud fra metrikken af routningsprotokollen.
Det er vigtigt at forstå at termen broadcast ikke længere findes i IPv6 - Anycast er en blanding af Unicast, Multicast og styres ved at manipulere Anycast-grupperne samt manipuleringen af ens IGP, 'Interior gateway protocol', se OSPF. Først sendes en Unicast-adversing,? og dernæst sendes den videre igennem Multicast.